# Peter Capewell
Peter Capewell est un tireur sportif britannique.

## Palmarès
Peter Capewell a remporté l'épreuve Manton Original aux championnats du monde MLAIC 1998 à Warwick